# Phonygammus keraudrenii
Phonygammus keraudrenii là một loài chim trong họ Paradisaeidae.